# Формановская, Наталья Ивановна
Ната́лья Ива́новна Формано́вская (9 августа 1927 — 15 апреля 2016) — советский и российский лингвист. Доктор филологических наук, профессор.

## Биография
Окончила филологический факультет Московского государственного университета имени М. В. Ломоносова. Работала в Государственном институте русского языка имени А. С. Пушкина с 1976 года. С 1977 по 1992 годы была заведующей кафедрой современного русского языка (в настоящее время — кафедра общего и русского языкознания). В последние годы — профессор этой кафедры.
Специалист по синтаксису современного русского языка; функциональной стилистике; культуре речи; социолингвистике, психолингвистике, лингвистической прагматике, лингвокультурологии; проблемам речевого поведения и речевого этикета; коммуникативным аспектам речи и языка.

## Основные работы
- Речевое взаимодействие: коммуникация и прагматика. 2007.
- Русский речевой этикет: лингвистический и методический аспекты. 1982, 1987, переизд. в 2006.
- Речевой этикет и культура общения. 1989.
- Речевое общение: коммуникативно-прагматический подход. 2002
- Культура общения и речевой этикет. 1990—2005.
- Русский речевой этикет: нормативный социокультурный контекст. 2002.
- Речевой этикет в русском общении. 2009.
- Культура общения и речевого поведения. 2010.
- Стилистика сложного предложения. 1979, переиздана в 2007.
- Русский речевой этикет (в соавторстве). 1974—2008, переиздано многократно.
- Этикет русского письма. 1980, переиздано в 2007.
- Серия пособий по речевому этикету в межкультурной коммуникации (русский и английский, русский и немецкий, русский и французский, русский и испанский языки и т. д.).
- Русский речевой этикет в зеркале венгерского (в соавторстве). 1986

## Звания
- Лауреат премии Президента Российской Федерации в области образования.
- Заслуженный деятель науки РФ. 2003.